# Nyctimus bistriatus
Nyctimus bistriatus är en spindelart som beskrevs av Tord Tamerlan Teodor Thorell 1877. Nyctimus bistriatus ingår i släktet Nyctimus och familjen krabbspindlar. Inga underarter finns listade i Catalogue of Life.